# Amédée Rolland
Pour les articles homonymes, voir Rolland.
Amédée Rolland, né le 22 janvier 1914 à Nice et mort le 9 juin 2000 à Nice, est un coureur cycliste français. Professionnel de 1938 à 1953, il a remporté Gênes-Nice, la Polymultipliée, le Circuit des villes d'eaux d'Auvergne, le Tour d'Ombrie. Il a participé avec l'équipe Sud-Est au Tour de France 1948, qu'il n'a pas terminé.

## Palmarès
- 1932
  -  Champion de France juniors des sociétés
  - Course de côte de La Turbie
- 1933
  - 2e de la course de côte de La Turbie
  - 2e du championnat de France des sociétés
  - 3e des Boucles de Sospel
- 1934
  - Paris-Compiègne
  - 2e de Nice-Toulon-Nice
- 1935
  - 3e du championnat de France des militaires
- 1936
  -  Champion de France sur route des militaires
- 1937
  - 3e de Marseille-Toulon-Marseille
  - 3e de Nice-Puget-Théniers-Nice
- 1938
  - Nice-Puget-Théniers-Nice
  - Gênes-Nice
  - 2e du Tour du Vaucluse
  - 3e des Boucles de Sospel
- 1939
  - 2e étape du Circuit de l'Ouest
  - 2e du Tour de Corrèze
  - 2e de la Polymultipliée
- 1942
  - 2e de Paris-Reims
  - 3e du Grand Prix du Pneumatique
- 1943
  - Polymultipliée
- 1944
  - 3e de la Polymultipliée
- 1945
  - Ronde des Mousquetaires
  - 3e du Grand Prix de Nice
- 1946
  - Circuit des villes d'eaux d'Auvergne
  - 2e de Marseille-Nice
  - 2e de Marseille-Monaco
  - 3e de Paris-Camembert
- 1947
  - Grand Prix du Mont d'Ore
  - Grand Prix de Vence contre-la-montre
  - 1re étape de Nice-Tende-Nice
  - 2e de Nice-Tende-Nice
  - 3e de Nice-Puget-Théniers-Nice
- 1948
  - 2e du Circuit de Saône-et-Loire
- 1949
  - Tour d'Ombrie
  - 2e du Grand Prix de Monaco
  - 3e du Grand Prix de Thizy
- 1950
  - 3e du Grand Prix de Monaco
- 1951
  - 2e du Tour du Vaucluse

## Résultat sur le Tour de France
- Tour de France 1948 : abandon (14e étape)